# Емануель д'Альзон
Еммануель д'Альзон (фр. Emmanuel d'Alzon; 30 серпня 1810, Ле-Віган — 21 листопада 1880, Нім) — французький католицький священник, засновник чернечої конгрегації Ассумпціоністів, провідна фігура Церкви у Франції в 19 столітті.

## Біографія

### Ранні роки
Народився в Ле-Віган (Ґар), в південній частині Франції в аристократичній католицькій сім'ї. Найстаріший з чотирьох дітей.
У 1816 році родина переїхала в замок Lavagnac (Herault), де Емануель здобув початкову освіту під наглядом тьютора. З 1823 по 1828 навчався у відомих паризьких коледжах — ліцеї Людовіка Великого та коледжі Станіслава Паризького. Наприкінці строку другої освіти він познайомився із Фелісом де Ламенне, який виклав йому основи вчення про християнське суспільство і політичний порядок. У 1828 році Емануель поступив до юридичної школі в Парижі, але так і не закінчив її через політичні потрясіння, які бушували у Франції в 1830 році. За ці роки у столиці Франції, він познайомився з багатьма видатними особоами, деякі з яких залишилися друзями протягом всього життя — Жан-Батист Анрі Лакордер, відновлював орден Домініканів у Франції, Філіп Гербет, засновник La Revue catholique, Евген де ла Гурньє, автор книги Rome chretienne та інших робіт, Луї Антуан де Сален, засновник Асоціації захисту католицької релігії, Теодор Комбалот видатний проповідник, Жан дю Лак Мельхіор, плідний журналіст, і граф Шарль де Монталамбер, журналіст, історик і політик.

### Середні роки
У 1832 Альзон, всупереч волі своїх батьків, так як був сином шляхетної родини, вирішив вступити у єпархіальну семінарію у Монпельє. Тим не менш, у наступному році, розчарований відсутністю амбіцій у студентів і відсутністю глибини курсової роботи, подався до Риму, де пробув до 1835 року. У Римі закінчив історичне богословське дослідження з пошуку видатних наставників, таких як капуцин кардинал Людовік Мікара, отець-домініканин Олівєрі, який незабаром стане майстром ордену, Ніколас Вайсман, англієць, який став кардиналом, о. Вентура, верховний настоятель театинців, і о. Мазетті, впливовий кармеліт. 26 грудня 1834 Альзона висвятили був висвячений, і він продовжував дослідження до травня наступного року.
Після повернення у Францію, вирішив приєднатися до єпархії Німу, де Його дядько, Лірон д'Аіроль, був священиком. Перші роки Альзона в міністерстві були присвячені протистоянню протестантам, які становили третину місцевого населення, а також численним апостольським ініціативам, таких як заснування молодіжних груп створення дому для одиноких матерів, бібліотеки для робітників, і незліченних конференцій і проповідей. До 1839 року був призначений вікарієм єпархії, і цю посаду обіймав до 1878 року, за два роки до його смерті. Всі його зусилля мали явний відбиток ультрамонтанства
У 1843 році одне з його найзаповітніших бажань стало реальністю: він придбав у середню школу в Німі, де сподівався сформувати класу студентів, для введення їх у суспільство як католицьких агентів для зміни традиційного режиму. Саме в цьому закладі 1845 року, з допомогою друга і колеги Марії-Євгенії від Ісуса, засновниці Сестер Успіння, заснував чоловічий Орден августинців Успіння Божої Матері, також відомий як ассумпціоністи.
За його власними словами, метою ордену було «працювати в напрямку досконалості розширення правління Христа в душах людей», особливо в межах «освіти, видання книг, справ милосердя, та іноземних посольствах» (1855). Він передав орден під заступництво св. Августина, надавши йому історичної назви, тип правління, і інтелектуальну традицію.

### Пізні роки
Був частим гостем у Римі, і мав зустріч з Пієм IX в 1862 році, що мало величезний вплив на нього і його молодий Орден. Натхнений папою, відвідав Константинополь і незабаром після цього вирішили інвестувати більшу частину свого часу, енергії та ресурсів у задоволенні потреб Церков у Східній Європі. Був стурбований протестантизмом, і нбув великим прихильником об'єднання всіх Церков у Римі Протягом кількох місяців відідав Болгарію, Румунію та Туреччину (після його смерті будуть створені громади в Святій Землі, Росії, Греції та Югославії). У 1865 році заснував конгрегацію релігійних жінок Облаток Успіння для допомоги ассумпціоністам в зарубіжних місіях, особливо в Східній Європі. У той же час продовжував історичні зусилля у Франції щодо сприяння свободі здійснення приватної католицької школи і мріяв побудувати католицький університет. Також відкрив ряд дрібних семінарій для студентів з обмеженими фінансовими засобами.
У 1870 році повернувся в Рим, де боровся за декларацію доктрини папської непогрішності. Все своє життя він був пристрасним і невтомним прихильником папства, яке вважав, «нарантією церковної єдності». У Парижі Альзон створив організацію під назвою Асоціація Спасіння до Богоматері (Notre Dame de Salut), яка виконувала дві важливі дії з апостольського служіння ассумпціоністів:
1. Великі паломництва в межах Франції (Лурд) і за межами Франції (Рим і Свята земля)
2. Bonne Presse (тепер відомий як Bayard Presse), впливове публіцистичне об'єднання.

Вищевказані дії вважав «освітою в різних формах».
Помер у Німі. Папа Іван-Павло II канонізував його у 1991 році.